# Teramulus waterloti
Teramulus waterloti är en fiskart som först beskrevs av Pellegrin 1932.  Teramulus waterloti ingår i släktet Teramulus och familjen silversidefiskar. IUCN kategoriserar arten globalt som starkt hotad. Inga underarter finns listade i Catalogue of Life.